# Marc Acili Glabrió (cònsol 33 aC)
Marc Acili Glabrió (en llatí: Marcus Acilius M'. f. Glabrio) va ser un magistrat romà. Formava part de la família dels Acili Glabrió, una branca plebea de la gens Acília.
Va donar suport als membres del Segon Triumvirat, i va ser elegit cònsol sufecte l'any 33 aC. Podria haver estat fill de Mani Acili Glabrió, cònsol el 67 aC.